# Samuele Buttarelli
Samuele Buttarelli (ur. 2 maja 1992 w Genui) – włoski kierowca wyścigowy.

## Kariera

### Początki
Buttarelli rozpoczął karierę w wyścigach samochodowych w 2007 roku, od startów w Master Junior Formula. Z dorobkiem 9 punktów uplasował się na 23 miejscu w klasyfikacji generalnej.

### Formuła Renault 2.0
W 2008 roku Włoch rozpoczął starty w seriach organizowanych w ramach World Series by Renault. W pierwszym sezonie pojawił się na starcie we  Włosckiej Formule Renault oraz w Szwajcarskiej Formule Renault LO. W żadnej z tych serii nie stawał na podium. Gdy w edycji szwajcarskiej był 14, we Włoszech 10 punktów dało mu 28 miejsce.

### Formuła 3
W 2009 roku Samuele pojawił się na starcie European F3 Open. Przejechał tam aż 12 wyścigów, w ciągu których uzbierał 9 punktów. Dało mu to 18 miejsce w klasyfikacji końcowej. W tym samym roku wystartował również gościnnie we  Włoskiej Formule 3. Rok później był już pełnoprawnym uczestnikiem mistrzostw Włoskiej Formuły 3. Cztery miejsca na podium i lokaty w pierwszej dziesiątce w innych wyścigach dały mu łącznie 50 punktów. Był ósmy w klasyfikacji generalnej.

### Auto GP
W Auto GP w sezonie 2011 przejechał 14 wyścigów z ekipą TP Formula. W ciągu tych wyścigów czterokrotnie stawał na podium, a dwukrotnie na jego najwyższym stopniu. Z dorobkiem 81 punktów uplasował się na ósmej pozycji w klasyfikacji generalnej.

### Formuła 2
W Formule 2 Buttarelli pojawił się w 2012 roku. Nie zdołał tam jednak zdobyć żadnych punktów.

## Statystyki
| Sezon | Seria                         | Zespół              | Wyścigi | Zwycięstwa | PP | NO | Podium | Punkty | Pozycja |
| ----- | ----------------------------- | ------------------- | ------- | ---------- | -- | -- | ------ | ------ | ------- |
| 2007  | Master Junior Formula         |                     | 3       | 0          | 0  | 0  | 0      | 9      | 23      |
| 2008  | Włoska Formuła Renault        | Cram Competition    | 10      | 0          | 0  | 0  | 0      | 10     | 28      |
| 2008  | Szwajcarska Formuła Renault   | Cram Competition    | 6       | 0          | 0  | 0  | 0      | 33     | 14      |
| 2009  | European F3 Open              | emiliodevillota.com | 12      | 0          | 0  | 0  | 0      | 9      | 18      |
| 2009  | Międzynarodowa Formuła Master | T.S.P               | 4       | 0          | 0  | 0  | 0      | 0      | NS†     |
| 2009  | Włoska Formuła 3              | RC Motorsport       | 2       | 0          | 0  | 0  | 0      | 0      | 25      |
| 2009  | Formuła Le Mans               | DAMS                | 2       | 2          | 1  | 1  | 2      | 0      | NS†     |
| 2009  | Masters of Formula 3          | Carlin Motorsport   | 1       | 0          | 0  | 0  | 0      | N/A    | 31      |
| 2010  | Włoska Formuła 3              | Prema Powerteam     | 16      | 0          | 0  | 1  | 4      | 50     | 8       |
| 2010  | Włoska Formuła 3              | Team Ghinzani       | 16      | 0          | 0  | 1  | 4      | 50     | 8       |
| 2011  | Auto GP                       | TP Formula          | 14      | 2          | 0  | 0  | 4      | 81     | 8       |
| 2012  | Formuła 2                     | MotorsportVision    | 2       | 0          | 0  | 0  | 0      | 0      | NS      |
| 2012  | Trofeo Maserati World Series  |                     | 1       | 0          | 0  |    | 0      | 4      | 37      |